# Nieuwjaarsconcert van de Wiener Philharmoniker 2007
Het Nieuwjaarsconcert van de Wiener Philharmoniker van 1 januari 2007 werd gedirigeerd door de Indiase maestro Zubin Mehta, die voor de vierde keer dit concert mocht leiden. Mehta stond eerder in 1990, 1995 en 1998 op nieuwjaarsdag voor de Wiener Philharmoniker en is sinds 2001 erelid van het orkest. Hij stond in 1961 als 25-jarige (en jongste dirigent ooit) voor het eerst voor het orkest.
Tijdens het ballet van de Wiener Staatsoper und Volksoper soleerden Lucia Lacarra en Cyril Pierre, beiden van het Bayerischen Staatsballett. Het ballet, onder choreografie van Christian Tichy, werd opgenomen in en rond het Schloss Schönbrunn en het Schloss Hof.
In zijn ook al traditionele nieuwjaarsgroet bij de aanvang van An der schönen blauen Donau begroette Mehta Donaulanden en nieuwe EU-leden Bulgarije en Roemenië in hun eigen taal.
Het concert trok wereldwijd 45,5 miljoen kijkers.

## Programma
| Flattergeist                              | wals          | Josef Strauss           |
| Moulinet-Polka                            | polka         | Josef Strauss           |
| Elfenreigen                               |               | Josef Hellmesberger jr. |
| Delirien-Walzer                           | wals          | Josef Strauss           |
| Einzugs-Galopp                            |               | Johann Strauss sr.      |
| Ouverture zu "Waldmeister"                |               | Johann Strauss jr.      |
| Irenen-Polka                              | polka         | Josef Strauss           |
| Wo die Citronen blüh'n                    | wals          | Johann Strauss jr.      |
| Ohne Bremse                               | snelle polka  | Eduard Strauss          |
| Stadt und Land                            | polka mazurka | Johann Strauss jr.      |
| Matrosen-Polka                            | polka         | Josef Strauss           |
| Dynamiden Walzer                          | wals          | Josef Strauss           |
| Erinnerung an Ernst (Carneval in Venedig) |               | Johann Strauss sr.      |
| Furioso Galopp                            |               | Johann Strauss sr.      |
| toegiften                                 |               |                         |
| Leichtfüßig                               |               | Josef Hellmesberger jr. |
| An der schönen blauen Donau               | Weense wals   | Johann Strauss jr.      |
| Radetzky Marsch                           | mars          | Johann Strauss sr.      |